# Emma Parmee
Emma Parmee es una química e investigadora británica y co-inventora de numerosas patentes de medicamentos. Fue una de las principales investigadoras en el desarrollo de sitagliptina (medicamento antidiabético) y recibió el Premio de Patente Thomas Alva Edison en 2007 y la Medalla Gordon E Moore de la Sociedad de la Industria Química en 2009 por sus contribuciones.

## Biografía
Emma Rachel Parmee nació en el Reino Unido obteniendo una licenciatura y un doctorado en química en la Universidad de Oxford. Completó su tesis en 1990 y recibió una beca postdoctoral de la OTAN. Se mudó a los Estados Unidos para completar su trabajo postdoctoral con Saturo Masamune en el Instituto de Tecnología de Massachusetts, estudiando catalizadores de síntesis asimétrica para reacciones aldólicas. Completó su investigación postdoctoral en 1992 y se unió a Merck & Co. ese mismo año trabajando en su laboratorio de investigación en Rahway, Nueva Jersey.
En 2006, fue una de los principales investigadores en el descubrimiento del inhibidor selectivo de la dipeptidil peptidasa-4 sitagliptina (comercializado por Merck con el nombre comercial de Januvia). El medicamento se usa para tratar la diabetes tipo 2 y proporciona beneficios para reducir la glucosa sin los efectos secundarios de algunos de los tratamientos disponibles anteriormente. Su participación fue reconocida con el premio Thomas Alva Edison Patent Award otorgado por el Consejo de Investigación y Desarrollo de Nueva Jersey, el Prix Galien por endocrinología en 2007 y recibió la Medalla Gordon E Moore 2009 de la Sociedad de la Industria Química. En 2010, Parmee dejó el laboratorio de Rahway y se mudó a las instalaciones de West Point, Pensilvania, donde se desempeñó como líder del sitio para el descubrimiento de sustancias químicas hasta 2013.  Luego fue promovida a vicepresidenta asociada y jefa de química exploratoria. También se desempeña como copresidenta del Early Discovery Council para Merck Research Laboratories. Ha escrito más de cuarenta artículos que han aparecido en publicaciones revisadas por pares y ha solicitado más de treinta patentes estadounidenses sobre su trabajo. Vive con su esposo, su hijo y su hija.

## Trabajos seleccionados
- Karim, Sufia; Parmee, Emma R; Thomas, Eric J (mayo de 1991). «Milbemycin synthesis: synthesis of 6β-hydroxy-3,4-dihydromilbemycin E». Tetrahedron Letters 32 (20): 2269-2272. doi:10.1016/s0040-4039(00)79699-7.
- Parmee, Emma R; Ok, Hyun O; Candelore, Mari R, et. al. (1998). «Discovery of L-755,507: A subnanomolar human β 3 adrenergic receptor agonist». Bioorganic & Medicinal Chemistry Letters 8 (9): 1107-1112. doi:10.1016/s0960-894x(98)00170-x.
- Parmee, Emma R; Naylor, Elizabeth M; Perkins, Leroy, et. al. (1999). «Human β 3 adrenergic receptor agonists containing cyclic ureidobenzenesulfonamides». Bioorganic & Medicinal Chemistry Letters 9 (5): 749-754. doi:10.1016/s0960-894x(99)00073-6.
- Parmee, Emma R; Naylor, Elizabeth M; Perkins, Leroy, et. al. (1999). «Human β 3 adrenergic receptor agonists containing cyclic ureidobenzenesulfonamides». Bioorganic & Medicinal Chemistry Letters 9 (5): 749-754. doi:10.1016/s0960-894x(99)00073-6.
- Mastracchio, Anthony; Parmee, Emma R; Leiting, Barbara, et. al. (mayo de 2004). «Heterocycle-Fused Cyclohexylglycine Derivatives as Novel Dipeptidyl Peptidase-IV Inhibitors». ChemInform 35 (20). doi:10.1002/chin.200420183.
- Parmee, Emma R.; Sinharoy, Ranabir; Xu, Feng; Givand, Jeffrey C.; Rosen, Lawrence A. (2012). «Discovery and Development of the DPP-4 Inhibitor Januvia™ (Sita-Gliptin)». Case Studies in Modern Drug Discovery and Development. doi:10.1002/9781118219683.ch2.